# Number Girl
Number Girl (яп. ナンバーガール) — рок-группа, сформированная гитаристом и вокалистом Сютоку Мукаи в августе 1995 года, в префектуре Фукуока, Япония. Группа была расформирована в 2002 году, сразу после того, как басист Кэнтаро Накао ушел из группы.
Number Girl играли быстрый и энергичный рок, похожий на музыку групп Pixies, Sonic Youth, Hüsker Dü. За семь лет существования группы качество их музыки сильно прогрессировало, что можно увидеть в следующем проекте Мукаи — Zazen Boys.
В феврале 2019 года группа объявила о воссоединении, чтобы выступить на фестивале Rising Sun Rock Festival 2019 в Эзо. Несмотря на то, что первый день фестиваля был отменен и Number Girl так и не смогли выступить, они уже анонсировали тур в Японии. Первый концерт был запланирован на 18 августа в Hibiya Open-Air Concert Hall. После первого концерта группа объявила, что они выступят в еще 12-ти концертах, начиная с декабря 2019 по февраль 2020.
Number Girl распались 11 декабря 2022 года, сыграв финальный концерт «Mujou no Hi» (無常の日) в Pia Arena MM в Йокохаме.

## История

### Формирование (1995 - 1998)
Number Girl сформировались в августе 1995 года, когда Сютоку Мукаи решил создать группу, чтобы сыграть на локальном мероприятии. До этого Мукаи выступал в группе Number Five, и вспомнив, что изначально группу хотели назвать Cowgirl, решил скомбинировать два названия, и в итоге получилось Number Girl.
Старт Number Girl был неуспешным, и многие музыканты быстро покинули группу. Мукаи пригласил басиста Кэнтаро Накао, который в свою очередь пригласил гитаристку Хисако Табути, которую Накао знал из своей прошлой работы: постановщика света в Vivre Hall. Мукаи также убедил Ахито Инадзаву стать барабанщиком.
Группа выпустила две демозаписи, Atari Shock и Omoide in My Head. Также они участвовали в некоторых компиляциях. Number Girl выпустили свой первый альбом, School Girl Bye Bye в ноябре 1997 года, издателем альбома был лейбл Automatic Kiss, затем, через несколько месяцев, они выпустили свой первый сингл Drunken Hearted.

### Внимание главных лейблов (1998 - 2001)
В 1998 году, группа начала постоянно играть в Симо-Китадзава, Токио. Быстро набирая популярность, группа привлекла внимание крупных лейблов, позже подписав контракт с Toshiba EMI. Затем, в марте 1999 года, они выступили на мероприятии SXSW как часть Japan Nite.
В мае 1999 года, они выпустили сингл, Tōmei Shōjo, вместе с их вторым альбомом, School Girl Distortional Addict, выпустив остальные песни в июле. Number Girl становились популярными во всей Японии, выступая вместе с популярными группами как Bloodthirsty Butchers и Eastern Youth. Осенью 1999 года они выпустили сингл Destruction Baby, спродюсированным Дейвом Фридманом, который также был продюсером группы Flaming Lips. Затем он работал над их альбомом Shibuya Rockstransformed Jōtai.
В 2000 году группа снова связалась с Дейвом, и они выпустили альбом Sappukei. Дейв помог группе достичь их апогея, и Sappukei стал комбинацией прогрессивного рока с традиционным, японским звучанием. В это время Number Girl совместно с группой Polysics провели свой тур по США, играя в маленьких клубах.
После годового тура, группа снова связалась с Дейвом Фридманом, чтобы он спродюсировал их последний альбом, Num-Heavymetallic. Num-Heavymetallic брал элементы из их прошлого звучания и комбинировал их с новыми идеями Мукаи. Необычный ритм и вокальный стиль, который балансировал с панк-стилем, можно будет проследить в следующем проекте Мукаи, Zazen Boys.

### Расформирование (2002)
После всего вышесказанного, группа решила уйти в их самый большой тур, сыграв больше 30 концертов. Однако, 20 сентября 2002 года группа шокировала своих фанатов, заявив о своем расформировании. Причина расформирования не совсем ясна, но до этого было известно, что басист Кэнтаро хотел покинуть группу. Остальные члены решили, что без Кэнтаро группа будет уже не та, и решили расформировать группу. Последний концерт Number Girl провели 30 ноября 2002 года в Саппоро. Запись концерта была выпущена под названием Sapporo Omoide in My Head Jōtai.

### Деятельность членов группы в период распада (2002 - 2019)
После распада группы, каждый музыкант ушёл в другие проекты. Басист Накао вступил в группы Spiral Chord, Sloth Love Chunks, Crypt City, younGSounds, а затем, со своим давним другом Аихой Хигураши восстановили группу Seagull Screaming Kiss Her Kiss Her. Накао играл в группах MASS OF THE FERMENTING DREGS, dry as dust, The SALOVERS, hammer, fast Tokyo, и продюсировал группу THE GIRL. Гитаристка Хисако Табути сформировала свою собственную группу Toddle, стала членом группы Bloodthirsty Butchers, а затем и супергруппы Lama, пригласив бывших членов группы Supercar Кодзи Накамуру и Мики Фурукаву. Вокалист Мукаи продолжил свою соло-карьеру Mukai Shutoku Acoustic & Electriс и сформировал группу Zazen Boys вместе с бывшим барабанщиком Ахитой Инадзавой. В 2005 году Инадзава покинул группу, сформировав группу Vola and the Oriental Machine, затем вступив в группу BEYONDS. В 2010 году вокалист Мукаи сформировал еще одну группу KIMONOS.
Toshiba EMI перевыпустила песни группы Number Girl под названием Omoide in My Head, собрав все хиты, два больших живых выступления, три DVD диска с двумя лайв-альбомами и редкими версиями песен группы.

### Воссоединение (2019 - 2022)
Группа сделала анонс в феврале 2019 года, сказав, что они воссоединятся. Их первое выступление было проведено на фестивале RISING SUN ROCK FESTIVAL в августе 2019 года.
Вокалист и лидер группы Мукаи прокомментировал воссоединение на своем сайте: «Однажды, я был сильно пьян летом 2018 года. И я подумал, что хочу снова выступить с группой Number Girl на фестивале. Ещё я хотел много денег. Я был пьян».
Number Girl выпустили расписание своего тура 2019-2020 года на своем сайте.
4 мая 2021 года, Number Girl транслировали их выступление в Hibuya Yagai Ongakudo, на котором они сыграли Drainpipe, их новую песню, выпущенную впервые за двадцать лет.
14 августа 2022 Шутоку Мукаи объявил на концерте Rising Sun Rock Festival 2022 о распаде группы. Последний концерт группа сыграла 11 декабря 2022 года в Yokohama PIA Arena MM.

## Наследие
Многие группы вдохновлялись Number Girl, такие как Base Ball Bear, Asian Kung-Fu Generation, tricot, Kinoko Teikoku, Ling tosite Sigure, kafka, TOUMING MAGAZINE, MINOR SCHOOL and ART SCHOOL. Они являются одними из главных лиц японского инди-рока периода 1990-2000 гг.

## Члены группы
- Сютоку Мукаи (родился в 1973 году) — вокалист, гитарист
- Хисако Табути (родилась в 1975 году) — гитарист
- Кэнтаро Накао (родился в 1974 году) — басист
- Ахито Инадзава (родился в 1973 году) — барабанщик

## Дискография

### Альбомы
- School Girl Bye Bye (6 ноября, 1997)
- School Girl Distortional Addict (23 июля, 1999)
- Sappukei (19 июля, 2000)
- Num-Heavymetallic (27 апреля, 2002)

### Компиляционные альбомы
- Omoide in My Head 1: Best & B-Sides (яп. Omoide in My Head 1 〜Best & B-Sides〜) (2 марта, 2005)
- Omoide in My Head 2: Kiroku Series 1 (яп. Omoide in My Head 2 記録シリーズ1) (22 июня, 2005)
- Omoide in My Head 2: Kiroku Series 2 (яп. Omoide in My Head 2 記録シリーズ2) (22 июня, 2005)
- Omoide in My Head 4: Chin NG & Rare Tracks (яп. 珍NG & Rare Tracks) (14 декабря, 2005)

### Лайв-альбомы
- Shibuya Rockstransformed Jōtai (16 декабря, 1999)
- Sapporo Omoide in My Head Jōtai (яп. サッポロOmoide in My Head状態) (29 января, 2003)
- Live Album “Kandenno Kioku” 2002.5.19 Tour “Num-Heavymetallic” Hibiya Yagai Ongakudō (яп. LIVE ALBUM『感電の記憶』2002.5.19 TOUR『NUM-HEAVYMETALLIC』日比谷野外大音楽堂) (24 июля, 2019)

### Синглы
- "Drunken Hearted" (20 августа, 1998)
- "Tōmei Shōjo" (яп. 透明少女) (16 мая, 1999)
- "Destruction Baby" (26 сентября, 1999)
- "Urban Guitar Sayonara" (31 мая, 2000)
- "Teppū Surudoku Natte" (яп. 鉄風 鋭くなって) (29 ноября, 2000)
- "Num-Ami-Dabutz" (20 марта, 2002)
- "I Don't Know" (8 апреля, 2002)

### DVD
- Sawayaka na Ensō (яп. 騒やかな演奏) (20 июня, 2001)
- Number Girl Eizōshū (яп. Number Girl映像集) (26 апреля, 2003)
- Omoide in My Head 3: Kiroku Eizō (яп. Omoide in My Head 3 記録映像) (28 сентября, 2005)